# Walking on Sunshine
"Walking on Sunshine" är en sång skriven av Kimberley Rew för Katrina and the Waves album med samma namn 1983. En nyinspelning släpptes 1985 på bandets självbetitlade album som andra singel ut och nådde topplaceringen #4 i Australien och #9 i USA, samt #8 i Storbritannien. Den blev bandets första topp 40-hit i USA, och största framgång i Storbritannien fram till "Love Shine a Light" (1997). Låten var först tänkt att vara en ballad.
2010 släpptes ytterligare en nyinspelning. En gratis nerladdning av ett av spåren från Kimberley Rews soloalbum Bible of Bop släpptes i mars 2010 på bandets webbplats.
Royalties från de gånger låten spelats i radio och reklam har varit väldigt höga. Katrina and the Waves har behållit publiceringsrättigheterna, och pengarna delats mellan bandmedlemmarna, även om Katrina Leskanich fick sparken från bandet 1998.  Uppskattningsvis hade låten givit $1 miljoner per år åren 2001-2010.  Enligt en tidigare anställd på EMI var "Walking on Sunshine" kronjuvelen i EMI:s katalog,och en av EMI:s största inkomstkällor från reklam.

## Musikvideo
Musikvideon visar när bandet ger livekonsert i London. Katrina själv dansar i sin lägenhet, och går genom Hyde Park en molnig dag, förbi ett engelskt fängelse, Tower Bridge, en klippa och Old Saint Paul's. Hon stöter på de andra i bandet, och matar ankorna (en av dem äter rester, som en referens till Waves). Katrina återvänder hem och tvättar ansiktet med bomull.

## Coverversioner
Låten har tolkats av Jeffries Fan Club på debutalbumet Feelin' Sorry...For All the Hearts We've Broken 1997.  2007 tolkade popgruppen Girl Authority på albumet Road Trip. Låten spelades också in av Dolly Parton 1996 på coveralbumet Treasures. 2009 hördes låten också, tillsammans med "Halo" (Beyoncé),  i TV-serien Glee.
Argentinska sångaren och låtskrivaren Diego Torres spelade in sången på spanska som Por la vereda del sol till albumet Tratar de Estar Mejor (1994)

### Aly & AJ:s cover
Matthew Gerrard producerade en cover på låten för amerikanska poprockduon Aly & AJs debutalbum, Into the Rush. Låten släpptes som albumets fjärde single den 22 juni 2005. Den användes också för att marknadsföra filmen Herbie: Fully Loaded, och kunde höras på filmmusikalbumet. Singelns video visar när Aly & AJ uppträder, växlat med klipp från filmen Herbie: Fully Loaded. Låten kortades ner till en minut och 55 sekunder (1:55), inför videon. Denna version kunde 2010 också höras i filmen Ramona and Beezus samt Sharpay's Fabulous Adventure 2011.

#### Låtlista
| 1. | Walking on Sunshine | 3:54 |

#### Släpphistorik
| Datum        | Land | Format   | Skivmärke         |
| ------------ | ---- | -------- | ----------------- |
| 22 juni 2005 | USA  | Promo CD | Hollywood Records |

| Datum           | Land           | Format   | Skivmärke        |
| --------------- | -------------- | -------- | ---------------- |
| 6 februari 2006 | Storbritannien | Promo CD | Squirrel Records |

### Dolly Partons cover
1996 spelade Dolly Parton in en bluegrassversion på albumet, Treasures, och förklarade i intervjuer i samband med marknadsföringen av albumet, samt ett TV-program i CBS,  att hon länge gillat låten. 1997 släpptes en dansremix av hennes version.

## I populärkultur
Låten har varit vanlig i reklam och reklambyråerna betalar vanligtvis $150,000 till $200,000 per år för att använda den. 
Den har också använts till flera filmer, bland dem American Psycho (2000), High Fidelity (2000),  Ask Max (1986),  The Secret of My Success (1987), Daddy Day Care (2003), Bean (1997), Look Who's Talking (1989), Moon (2009), och Into the Wild Green Yonder.  Den spelades också i den fem minuter långa trailern för Bye Bye Love (1995). Den har också spelats i TV-serierna Gilmore Girls, "Rendezvous", Sports Night, och Drew Carey Show.  I TV-serier sjungs den av bland andra Fry i Futurama samt hördes tillsammans med Beyoncés låt "Halo" i Glee-avsnittet "Vitamin D" och kom senare att ingå i Matthew Perry:s TV-program "Mr. Sunshine". Låten finns också med i dator- och TV-spelsserien Lego Rock Band, Singstar, Band Hero, Just Dance Kids 2014 och The Smurfs Dance Party. Den hördes också i den mexikanska filmen Rock Mari, Chava Cartas, där den sjöngs av Mariane Güereña och Arcelia Ramírez'.  Vid 1996 års återlansering, medverkade Norfolk-baserade bandet Space Addicts och spelade slagverk.

## Listplaceringar
| Lista (1985)                | Topplacering |
| --------------------------- | ------------ |
| Nya Zeeland                 | 20           |
| Schweiz                     | 14           |
| Sverige                     | 12           |
| USA (Hot 100)               | 9            |
| USA (Dance/Club Play Songs) | 16           |

### Fotnoter
1. ↑  Katrina Leskanich radio appearance
2. ↑  http://www.antimusic.com/news/10/feb/03Kimberley_Rew_Celebrates_25th_Anniversary_of_Walking_On_Sunshine_With_Four_Retro_Releases.shtml
3. ↑  http://www.katrinaandthewaves.net Arkiverad 4 mars 2012 hämtat från the Wayback Machine.
4. 1 2  Elizabeth Blair, 'Walking On Sunshine': Living On A Song, National Public Radio. Läst 24 maj 2010.
5. ↑  Aly & AJ "Walking on Sunshine" Radio Disney Promo CD
6. ↑  ”Listplacering”. Arkiverad från originalet den 28 april 2014. https://web.archive.org/web/20140428093135/http://charts.org.nz/showitem.asp?interpret=Katrina+And+The+Waves&titel=Walking+On+Sunshine&cat=s. Läst 11 maj 2011.
7. ↑  ”Listplacering”. http://hitparade.ch/showitem.asp?interpret=Katrina+And+The+Waves&titel=Walking+On+Sunshine&cat=s. Läst 11 maj 2011.
8. ↑  ”Listplacering”. http://swedishcharts.com/showitem.asp?interpret=Katrina+And+The+Waves&titel=Walking+On+Sunshine&cat=s. Läst 11 maj 2011.
9. 1 2  ”Listplacering”. http://www.billboard.com/charts/hot-100#/song/katrina-and-the-waves/walking-on-sunshine/299640. Läst 11 maj 2011.